# Aaron Copland
Aaron Copland (født Aaron Cohen (14. november 1900 i Brooklyn, New York – 2. december 1990 i New York) var en amerikansk komponist. 
I 1929 blev han uddannet på det nyoprettede amerikanske konservatorium i Paris; her modtog han stærke indtryk af Fauré, Prokofiev og især Stravinsky, hvis uregelmæssige rytmer spores i hans første større værk – balletmusikken Grohg fra 1922-25).
Han skrev scenemusik, 3 symfonier, klavervariationer og en række ballet-partiturer, som sammen med hans filmmusik gjorde ham til Amerikas mest opførte komponist. I 1950 komponerede han for første gang en klaverkvartet.
Aaron Copland var blandt USA's mest betydningsfulde komponister i det 20. århundrede og som kreativ igangsætter havde han stor indflydelse på kunstmusikkens udvikling.

## Liv

### Barn- og ungdom
Copland voksede op i Brooklyn New York. Fra 1921-24 studerede han kompositionens Le grand Ligne hos Nadia Boulanger på Fontainebleau skolen i Frankrig. Hun arrangerede siden hans amerikanske premiere med New York SO og Boston SO og hende selv som solist.

### 1950'erne
Omkring 50'erne fremstod Coplands stil som en amerikansk version af Boulangers neoklassicisme, der inddrog folkemusik og Jazz, og var mere melodisk og harmonisk enkel. Hans sangcyklus Twelve Poems of Emily Dickinson var en af de flotteste af slagsen i amerikansk musik.

### 1970'erne
Midt i 70'erne løb Coplands kreative kilde tør og han helligede sig direktionen. Hans sidste store bidrag til den amerikanske musikhistorie var et to binds værk om amerikansk musik i det 20. århundrede.
De største succeser fik Copland med balletterne Billy the kid, Rodeo og Appalachian Spring. En del af hans succes skyldes, at han også formåede at gøre sin musik populær uden for koncertsalen. 

## Filmmusik
Han skrev musikken til 5 spillefilm. 4 af dem fik oscarnomineringer og en vandt en statuette. Første sidst i sin karriere flirtede han med den elitære tolvtonemusik.

## Som formidler
Gennem hele sin karriere var Copland meget aktiv som formidler, underviser og organisator. Det var som grundlægger og leder af en række af kunstmusikkens organisationer, han fik stor betydning for samtidige og efterfølgende komponister.

## Kommunistbeskyldninger
I 1953 måtte Copland aflyse premieren på det kendte Lincoln Portrait, fordi han blev beskyldt for at udøve kommunistisk propaganda. Modsat mange andre kunstnere lykkedes det han at overbevise rådet om sin uskyld uden at inddrage andre sagesløse. 

## Udvalgte værker
- Symfoni nr. 1 (1924) - for orgel og orkester (senere i anden version kun til orkester).
- "Danse Symfoni" (1929) - for orkester
- Symfoni nr. 2 "Kort Symfoni" (1931-1933) - for orkester
- Symfoni nr. 3 (1944-1946) - for orkester
- Symfonisk ode (1927-1929) - for orkester
- "Fanfare for den almindelige mand" (1942) - for orkester
- "El Salón México" (Mexico rummet) (1936) -. for klarinet og orkester
- "Billy the Kid" (1938) - ballet
- "Appalachiansk forår" (1944) - ballet
- "Rodeo" (1942) - ballet
- Klarinetkoncert (1947-1948) - for klarinet og orkester